# 反修樓
反修樓，台灣爾雅出版社1979年出版，前紅衛兵於1970年代末香港成立「北斗月刊」，最後挑選月刊裡小說，由冬冬編著，收錄十餘篇文革時期文學寫實主義派短篇小說，十餘位作者分別創作；冬冬創作之「反修樓」尤被視作「中國文學自水滸傳以後620年暴力冷酷美學之傑作」，李歐梵文學教授為此小說集題「序文」。修即苏修，意为在红卫兵来看，当时中国才是正統的马克思共产主义。

## 主要內容
- 「反修」為「文革」時期走極左路線之「毛主義」反對「蘇聯共黨修正主義路線」名之。
- 掛上「反修樓」招牌廢棄無人煙發電廠，有十餘名紅衛兵負隅頑抗，持劫奪自軍方之機槍輕武器，與軍方作戰；最後通通不敵陣亡。
- 文內幾乎無言談對白，鋪陳出冷酷肅殺氛圍與作戰場面，令人髮指。